# Federação Goiana de Basquetebol
A Federação Goiana de Basketball (FGB) é uma entidade do basquetebol de Goiás. É filiada a Confederação Brasileira de Basketball.